# Diva (digitalt arkiv)
Digitala Vetenskapliga Arkivet, vanligen förkortat Diva (stiliserat DiVA), är ett digitalt publiceringssystem som gör det möjligt för universitet, högskolor, forskande myndigheter och institut att samla och tillgängliggöra publikationer för omvärlden. 
DiVA vidareutvecklas och drivs i samarbete mellan samtliga anslutna medlemmar. Sett till antalet medlemmar är DiVA det nationellt dominerande systemet för publikationsdata i Sverige idag med närmare 50 anslutna organisationer.
Genom DiVA sker årligen 45 miljoner nedladdningar i fulltext vilket motsvarar drygt 123 000 per dygn och i genomsnitt 86 nedladdningar per minut. 
Systemet ägs av Uppsala universitet och ansvaret för den verksamhetsnära gemensamma förvaltningen sker vid Uppsala universitetsbibliotek. Vidareutvecklingen sker i samarbete mellan samtliga anslutna medlemmar som gemensamt fattar beslut om budget, strategier och utvecklingsmål. Förvaltning och vidareutveckling finansieras via fastlagda avgifter. Varje organisation äger och ansvarar för innehållet i sin egen databas.

## Funktioner
DiVA gör det möjligt för forskare och andra anställda vid de deltagande organisationerna att lagra, administrera och publicera information om publikationer i ett system. Insamling av data kan ske på olika sätt från såväl interna som externa källor och publikationer kan matas in manuellt eller hämtas (automatiskt) från källor som Scopus, Web of Science, arXiv och Mendeley.
Kärnfunktionaliteten i DiVA är registrering och digital spridning av metadata för publikationer samt uppladdning och spridning av fulltexter och andra filer. Det finns ett tjugotal olika publikationstyper i DiVA anpassade för sitt specifika innehåll, t.ex. artikel i tidskrift, avhandling, bok, dataset, kapitel i bok, konferensbidrag, konstnärlig output, rapporter och studentuppsatser. Det är också möjligt att ladda upp och publicera fulltexter och andra filer i en rad olika format.
I och med att detaljerad metadata används kan informationen från posterna i DiVA användas av t.ex. Libris och SwePub. Utöver att DiVA är en bred plattform för öppen tillgång till publikationer är det också en källa för underlag för statistik och utvärdering. I DiVA kan även dataset och projektinformation tillgängliggöras.
Information i DiVA kan sökas fram via olika ingångar, den lokala DiVA portalen där man hittar publikationer för respektive lärosäte/myndighet samt den medlemsgemensamma  ingången där samtliga registrerade publikationer finns samlade.

## Historia
Grunden till DiVA lades den 15 september 1998, då rektor vid Uppsala universitet tillsatte en utredning vars mål var att "utarbeta förslag till övergripande regelverk och arbetsformer för universitetets vetenskapliga publicering på World Wide Web", och 2001 lanserades den första versionen av DiVA, som då endast stödde avhandlingspublikationer.
År 2008 genomfördes ändringar i DiVA, vilket medförde att en ny version kunde lanseras. I och med den nya versionen av Diva så blev arkivet inte enbart ett publikationsverktyg utan även ett institutionellt repositorium (eng. Institutional repository) för forskningspublikationer. Den nya versionen av DiVA använde sig av Fedora Commons för att lagra och hantera olika versioner av poster i databasen. I samband med den nya lanseringen anslöt flera andra lärosäten till DiVA och sedan dess har DiVA växt till ett konsortium med i dagsläget 50 medlemmar. För närvarande pågår ett stort arbete att flytta DiVA till den nya open source-plattformen Cora.